# Ristijärvi (sjö i Kuhmo, Kajanaland)
Ristijärvi är en sjö i kommunen Kuhmo i landskapet Kajanaland i Finland. Sjön ligger 206 meter över havet. Arean är 82 hektar och strandlinjen är 7,68 kilometer lång. Sjön  ingår i Uleälvens huvudavrinningsområde.   Den ligger omkring 92 kilometer öster om Kajana och omkring 480 kilometer nordöst om Helsingfors. 